# 挪威萊克 (明尼蘇達州)
挪威萊克（英語：Norway Lake）是位於美國明尼蘇達州坎迪約希縣挪威萊克鎮區的一個非建制地區。

## 地理
挪威萊克所處的海拔為高於海平面370米（即1214英呎），而該地所採用的時區為UTC-6，即北美中部時區（CST）。同時該地設有夏令時間，為UTC-6調快一小時，即UTC-5（CDT）。